# Selište (Kuršumlija)
Pour les articles homonymes, voir Selište et Selišta.
Selište (en serbe cyrillique : Селиште) est un village de Serbie situé dans la municipalité de Kuršumlija, district de Toplica. Au recensement de 2011, il comptait 17 habitants.

## Démographie
| 1948 | 1953 | 1961 | 1971 | 1981 | 1991 | 2002 | 2011 |
| ---- | ---- | ---- | ---- | ---- | ---- | ---- | ---- |
| 208  | 205  | 145  | 90   | 58   | 42   | 24   | 17   |

|  |